# Cromozomul uman 21

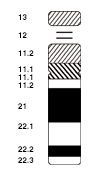
Cromozomul uman 21

Cromozomul 21 este unul dintre cele 23 de perechi de cromozomi umani, anume un autozom. Oamenii au în mod normal două copii al acestuia. Cromozomul 21 este cel mai mic dintre cromozomi și are o anvergură de aproximativ 47 milioane nucleotide în perechi (materialul de bază pentru ADN), și reprezintă aproximativ 1,5% din totalul de ADN din celule.
Identificarea genelor la fiecare cromozom este un domeniu activ al cercetării genetice. Datorită diferitelor tactice folosite de cercetători pentru a prezice numărul de gene pentru fiecare cromozom, acesta variază. Cromozomul 21, cel mai probabil, conține între 200 și 400 de gene.
Trisomia acestui cromozom cauzează sindromul Down.